# Missaglia
Missaglia är en ort och kommun i provinsen Lecco i regionen Lombardiet i Italien. Kommunen hade 8 712 invånare (2018).